# Dan Sundell
Dan Sundell, född 1956, svensk bandyspelare, moderklubb Ljusdals BK. Son till Göran Sundell och kusin med Mats Sundell. Började som vänsterytter, 1974, blev senare ytterhalv och mittfältare, en spelare med mycket humör, styrka och skridskoåkning. Spelade en säsong i Bollnäs GIF 1987/88, varvade sedan ned med Selaöpojkarna och GT76. Numera bosatt i Gustavsbergs kommun och en av grundarna av datorföretaget RECAB, ursprungligen förkortningen av Realtime computers aktiebolag.